# Zdanie ekstensjonalne
Zdanie ekstensjonalne – typ zdania, w którym prawdziwość i sensowność jest efektem całej jego struktury, zarówno pod względem semantycznym jak i składniowym. Ten typ zdań reprezentują np. zdania podrzędne okolicznikowe, np. Wyszedł, gdy świtało. 